# Вночі на пляжі наодинці
«Вночі на пляжі наодинці» (кор. 밤의 해변에서 혼자) — південнокорейський фільм-драма 2017 року, поставлений режисером Хон Сан Су. Стрічка розповідає про акторку, яка приїхала з Південної Кореї в Гамбург, щоб обдумати свої стосунки з одруженим чоловіком.
Прем'єра фільму відбулася 16 лютого 2017 році на 67-му Берлінському міжнародному кінофестивалі, де він брав участь в конкурсній програмі .

## У ролях
| Кім Мін Хї  | … | Янґ-хі   |
| Со Йон Хва  | … | Джі-янг  |
| Чон Чже Йон | … | М'юнг-су |
| Мун Сон Гин | … | Санг-вон |
| Квон Хе Хьо | … | Чун-ву   |

## Нагороди та номінації
| Список нагород та номінацій           | Список нагород та номінацій | Список нагород та номінацій         | Список нагород та номінацій | Список нагород та номінацій | Список нагород та номінацій |
| Кінопремія                            | Дата церемонії              | Категорія                           | Номінант(и)                 | Результат                   | Дж                          |
| ------------------------------------- | --------------------------- | ----------------------------------- | --------------------------- | --------------------------- | --------------------------- |
| Берлінський міжнародний кінофестиваль | 18 лютого 2017              | Золотий ведмідь                     | Вночі на пляжі наодинці     | Номінація                   | [ 1 ]                       |
| Берлінський міжнародний кінофестиваль | 18 лютого 2017              | «Срібний ведмідь» найкращій акторці | Кім Мін Хі                  | Перемога                    | [ 2 ]                       |